# Börje Salming
Anders Börje Salming (Kiruna, 17 april 1951 – Nacka, 24 november 2022) was een Zweeds ijshockeyspeler uit de SEL en NHL.
Hij speelde voor Kiruna AIF, Brynäs IF, de Toronto Maple Leafs, de Detroit Red Wings en AIK. Salming was een van de eerste Europese spelers die in indruk maakte in de NHL, waarmee hij het begin legde voor volgende generaties Europese spelers in de NHL. Hij was een van de belangrijkste verdedigers in de NHL van zijn tijd. In 1996 kwam hij in de Hockey Hall of Fame. Salming heeft ook veel gespeeld voor het Zweedse nationale team.
In augustus 2022 maakte hij bekend aan de neurologische ziekte amyotrofe laterale sclerose (ALS) te lijden. In november 2022 overleed hij op 71-jarige leeftijd.
- International Standard Name Identifier: 0000 0000 5463 873X
- KulturNav: a2759ed9-4434-4bce-9694-47db5f8d122f
- Library of Congress Control Number: n93033701
- LIBRIS: 199216
- Virtual International Authority File: 38583665
- WorldCat: E39PBJjmWWTrwyXrpC36BtRVG3